# Griekse vuurvlinder
De Griekse vuurvlinder (Lycaena ottomanus) is een vlinder uit de familie Lycaenidae. De wetenschappelijke naam werd gepubliceerd in 1830 door Lefebvre.
De soort komt voor in Europa.

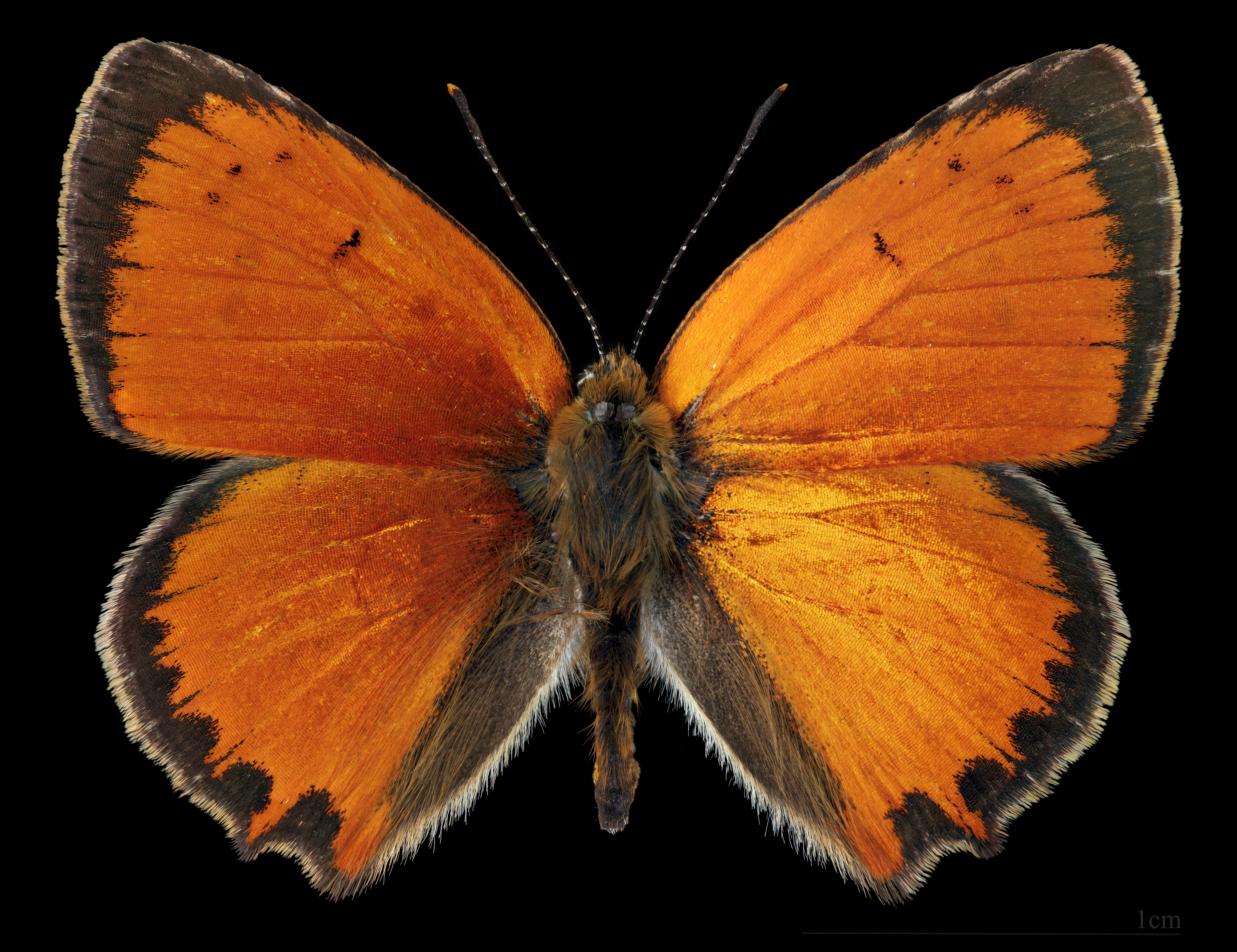
Lycaena ottomanus ♂
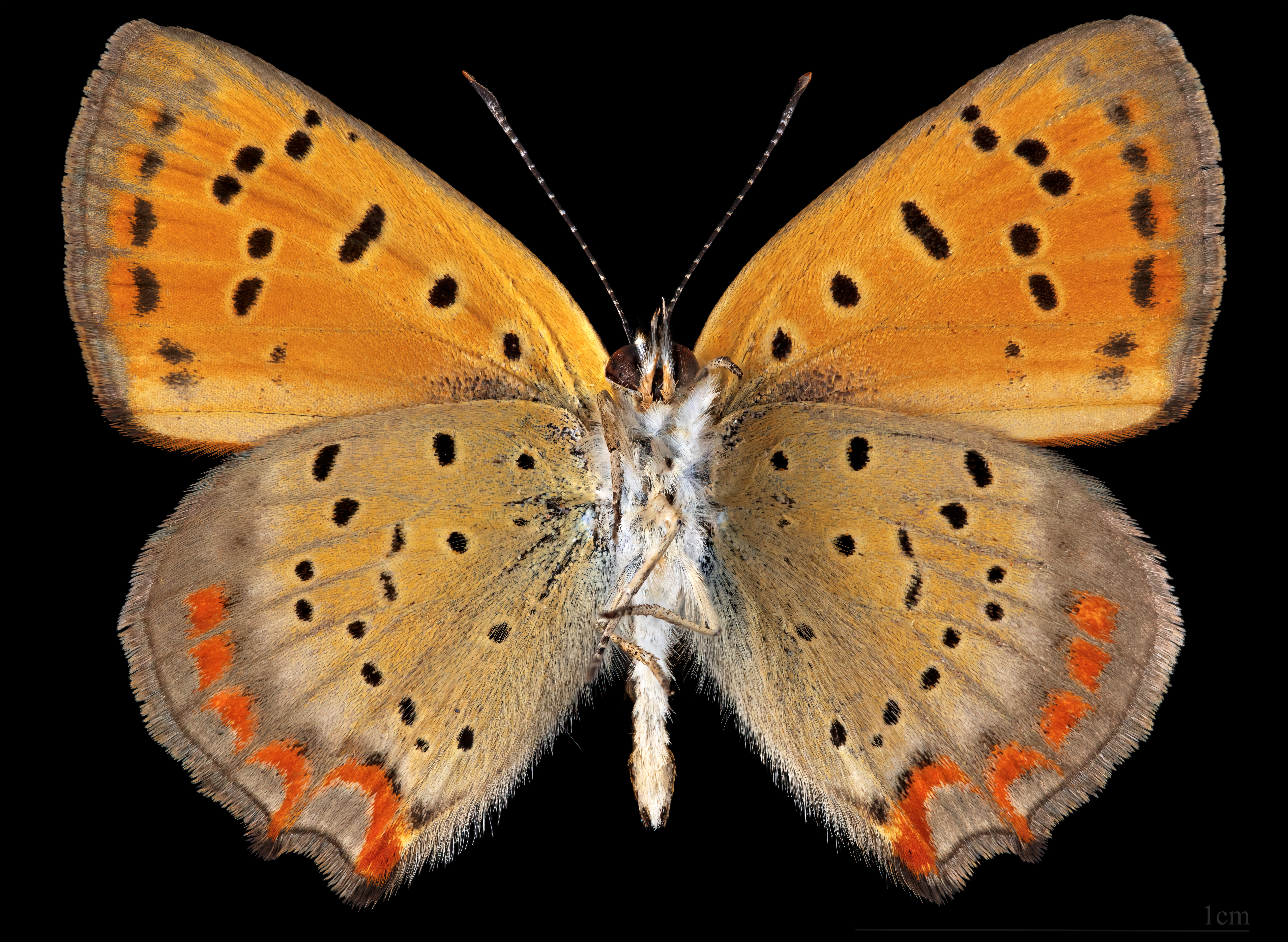
Lycaena ottomanus ♂  △

1. ↑  (en) Griekse vuurvlinder op de IUCN Red List of Threatened Species.